# William Moore McCulloch

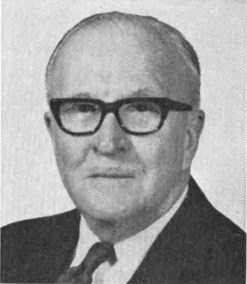
William Moore McCulloch (1971)

 William Moore McCulloch (* 24. November 1901 bei Holmesville, Holmes County, Ohio; † 22. Februar 1980 in Washington, D.C.) war ein US-amerikanischer Politiker. Zwischen 1947 und 1973 vertrat er den Bundesstaat Ohio im US-Repräsentantenhaus.

## Leben
William McCulloch besuchte die öffentlichen Schulen seiner Heimat und danach das College of Wooster. Nach einem anschließenden Jurastudium an der Ohio State University in Columbus und seiner 1925 erfolgten Zulassung als Rechtsanwalt begann er in Piqua in diesem Beruf zu arbeiten. Gleichzeitig schlug er als Mitglied der Republikanischen Partei eine politische Laufbahn ein. Zwischen 1933 und 1944 saß er als Abgeordneter im Repräsentantenhaus von Ohio. Seit 1939 war er als Nachfolger von Frank R. Uible Präsident (Speaker) des Hauses; zwischen 1936 und 1939 leitete er dort die republikanische Fraktion. Während des Zweiten Weltkriegs diente er zwischen 1943 und 1945 in der US Army.
Nach dem Rücktritt des Abgeordneten Robert Franklin Jones wurde McCulloch bei der fälligen Nachwahl für den vierten Sitz von Ohio als dessen Nachfolger in das US-Repräsentantenhaus in Washington gewählt, wo er am 4. November 1947 sein neues Mandat antrat. Nach zwölf Wiederwahlen konnte er bis zum 3. Januar 1973 im Kongress verbleiben. In diese Zeit fielen unter anderem der Beginn des Kalten Krieges, der Koreakrieg, der Vietnamkrieg und innenpolitisch die Bürgerrechtsbewegung. McCulloch war Mitglied im Justizausschuss und wesentlich an der Entstehung und Verabschiedung des Civil Rights Act of 1964 beteiligt. Ansonsten vertrat er eher konservative Standpunkte. Gegen Ende seiner Zeit im Kongress nahm er aber einige liberale Ideen auf; so unterstützte er beispielsweise im Jahr 1968 eine Initiative zur Verbesserung der Kontrolle für Waffenbesitz. Im Jahr 1972 verzichtete er auf eine weitere Kongresskandidatur.
Nach dem Ende seiner Zeit im US-Repräsentantenhaus praktizierte William McCulloch wieder als Anwalt. Er starb am 22. Februar 1980 in der Bundeshauptstadt Washington und wurde auf dem Nationalfriedhof Arlington in Virginia beigesetzt.